# Ауховское наибство
Ауховское наибство (чечен. Iовхойн наибалла) — административная единица Северо-Кавказского имамата, и позже Российской империи, входило в число наибств Чеченских областей Имамата. Наибство было образовано на моноэтнической чеченской территории, историческая родина ауховского общества (чечен. Iовхойн йукъаралла).

## История
В административном плане имамат делился на 3 области и 16-20 округов-наибств,

Которые возглавляли мудиры и наибы.

В Чечне наибства располагались от «вилайета Арштхой и Галаш» на западе до «Мичига» и «Ауха» на востоке.

Наибства делились на участки под управлением мазунов.

В аулах управляли старшины и кади.

### Северо-Кавказский имамат
В XIX веке, наряду с другими северокавказскими народами, ауховцы участвовали в Кавказской войне, приняв сторону Северо-Кавказского имамата. Согласно сведениям сподвижника Шамиля Юсуф-Хаджи Сафарова, Ауховское наибство поначалу выставляло 700 вооружённых всадников и 1730 пеших воинов, в период 1850-х годов выставляло 500 вооруженных всадников и около 1500 пеших воинов. Население наибства состояло из 4877 дворов, с числом жителей до 54 000 человек.
В годы Кавказской войны вся Чечня была разделена имамом Шамилем на особые округа, которые назывались наибствами, которые входили в вилаеты (область). Каждым наибством, состоявшим из нескольких аулов, круглым числом около 2000 дворов, управлял наиб. Наибы назначались самим Шамилем и избирались из лиц, представленных общественностью имаму. При наибах состояли отряды мюридов, которые содержались за счет жителей наибств. Кадии (судьи, специалисты по исламскому праву) и старшины избирались народом, однако по представлению наибов и утверждались в своих должностях Шамилем. Все население мужского пола разделялось на десятки, члены которых были обязаны наблюдать за поведением друг друга и, в случае чего-либо подозрительного, от них требовалось сразу донести наибу округа, если действия кого либо наносили вред имамату (стране). В разное время наибством управляли: Гойтемир Ауховский, Уллубий-мулла, Хоза Мамаев, Ташев-Хаджи.

Аух сильное и относительно богатое общество Чеченского племени. Несмотря на близость наших укреплений, оно долго сохраняло свою независимость. Несколько раз отряды проникали туда, разоряли несколько аулов, несли немалые потери, но результатов этим не достигалось никаких. Ауховцы умели отлично пользоваться гористо-лесистою местностью, укрепили доступы завалами и чем-то вроде укрепления, носившего у нас название «Гойтемировских ворот.» Зимою с 1856 на 1857-й год укрепление это обходом было взято отрядом барона Николаи, и тотчас вырубленная широкая просека открыла нам свободный доступ в Аух.— Аух // Русский архив / П. И. Бартенев. — М. : Университетская типография, 1885. — Т. 1. — 686 с.
В  половине января  1850 года Бакланов произвёл набег к Мичику и на аулы Ауху, Сатый-Юрт, Марцык-Юрт и Мустажа-Отар.
Аул Сати-Юрт был сожжён царскими войсками. Как сообщает участник набега на аул, казаки застали в некоторых саклях женщин и детей и беспощадно их истребили. В 1857 году отряд Николаи выступил из Хасав-юрта для овладения Гойтемирскими воротами, представляющего из себя завалом перед лесной полосой поперёк хребта, отделяющего ущелья рек Ярыксу и Ямансу; завал взят штурмом. Отделённая колонна майоpa Геймана с боя взяла редут Гойтемировские ворота на берегу Ямансу. были взяты аулы Сати-юрт и Товбулат-юрт. Мало ощущалась в Чечне потеря Шамилем редута, выстроенного около аула Сати-Юрт, и самого аула, взятых 12 июля 1854 г. Л. П. Николаи.
В 1857 году А. Е. Врангель совершил поход к вновь выстроенному Албури-Отару, который имел на тот момент до 250 дворов и был населён чеченцами-ауховцами, Альбури-Отар лежал верстах в 6-ти выше Юрт-Ауха и был окружен с трех сторон лесною чащею. Выступив 24-го августа из Кишен-Ауха, войска А. Е. Врангеля в 10 часов утра прибыл к аулу Юрт-Аух и сделал вид наступления к аулу Альбури. Едва только войска барона Врангеля передвинулись в этом направления с версту, как ауховцы, опасаясь за аул, покинули лес и поспешили на защиту Альбури-Отара. Барон Врангель быстро повернул конницу и стрелков влево и завладел лесистыми возвышенностями верхнего пути, командовавшими всею дорогою.
Под прикрытием занятых пунктов остальные части колонны, сменяя одна другую, постепенно дебушировали к аулу Дылым. Только у последнего лесистого кургана неприятель успел настичь хвост колонны, но был отброшен картечью единорогов и действием штуцерного огня арьергардных рот 1-го батальона Апшеронцев. Таким образом, демонстрация к Альбури-Отару вполне увенчалась успехом и неприятель понес чувствительную потерю, несмотря на все выгоды местности, на которой происходили военные действия. Аул Албури-Отар был сожжён.
В газете «Кавказъ» 1858 года, события эти описываются следующим образом:

Барон, избегая засады, устроенной Ауховцами въ лесу по дылымской дороге, направилъ отрядъ по горной дороге, на Альбури-Отаръ. — Князь Багратіон, идя въ авангард с кавалеріею, пошелъ на рысяъ на высоту грыбня; поднявшись на него, онъ понесся вдоль гребня къ Албури-Отару, распугивая, как птицъ, конные толпы горцев, укрывавшихся стремглавъ въ лесъ балки.
По следам авангарда двигалась и вся колона. Несколько отчаянныхъ горцевъ попробовали было занять высоту, Обратная атака поставленныхъ въ засаде таягучиляровъ (фланкеровъ) Дагестанскогоконно-иррегулярнаго полка, а съ другой стороны атака, произведенная конвоемъ барона, въ одинъ мигъ расеяла горцевъ. При этомъ, четырнацати-летниій сынъ умершого недавно Агаларъ-бека, казикумыкского правителья, бойкій наездникъ и отличный стрелокъ, въ глазахъ всехъ свалилъ горца съ лошади выстреломъ изъ своей винтовки. Баронъ обнялъ восхищеннаго маленькаго удальца Джафара.
За темъ отрядъ, пройдя пылавшій Альбури-Отаръ, сдерживая горцевъ въ отдаленій огнемъ изъ штуцеровъ и нарезныхъ ружей, спустился благополучно къ Дылыму и соединился съ вагенбургомъ.
Простоявъ здесъ сутки, отрядъ принялъ оьратное движеніе въ Буртунай.
Движеніе это было сделано двумя колоннаями; одна, состоявшая изъ 21-го стрелковаго баталіона и кавалерій, пошла черезъ Нов. Зубутъ, где колонна ничего и никого не видала, кроме опустелаго аула, домовъ въ 200, совершенно не тронутыхъ.
Густая, высокая лебеда и репейниъ разрослись на домахъ, дворахъ и по улицам; міръ пернатыхъ завладелъ достояніемъ человека. Заслышавъ говоръ людей, кошка жалобно мяукнула въ гуще бурьяна.

Другая коллона, состоявшая изъ баталіоновъ Апшеронского и дагестанского полка, роты саперъ и артиллерій, подъ командою полковника Ракуссы, пошла по просеке.— КАВКАЗ, газета политическая и литературная. № 84.
В ночь с 9-го на 10-е числа были посланы ночью пешие охотники из жителей Андреевской деревни, которые захватили в плен неприятельский пикет, состоявший из 4-х чел, что заставило ауховцев сжечь занимаемый ими укрепленный пост против Альбури-отара и отступить за 3 верст в лес 12-го сделано движение ко второй переправе через реку Акташ, по дороге на Юрт-Аух к Биляр-Кургану (Элийбаввинчу).
В 1859 году царскими войсками, были переселены в Андреевскую деревню до 500 человек из ауховских аулов Ваника, Албури-Отар и других мест.
В источниках времён Кавказской войны ауховское поселение Албури-Отар, наряду с Ваники, указывается как передовое селение ауховцев, которые не раз подвергались разорению российскими войсками.

### Российская империя
Эсадзе писал, о том что в 1860 году Терская область разделялась на 6 округов: Кабардинский, Военно-Осетинский, Чеченский, Аргунский, Ичкеринский и Кумыкский и на два отдельных наибства: Ауховское и Салаватовское, которые были временно причислены к Кумыкскому округу" (1907). По мнению Эсадзе, все эти округа (наибства), учрежденные или преобразованные в период самых энергичных военных действий с 1857 по 1859 год, носили временный характер.
После окончания Кавказской войны, на месте проживания ауховцев некоторое время существовала административная единица — Ауховский округ. 1 октября 1862 года был образован Нагорный округ Терской области, в состав которого вошли Ауховское, Салатовское и Зандакское наибства.

## Крепости
- Укрепление Ташу-Хаджи
- Гойтемировские ворота